# 愛知県道290号矢作橋停車場線
愛知県道290号矢作橋停車場線（あいちけんどう290ごう やはぎばしていしゃじょうせん）は、愛知県岡崎市内を通る一般県道である。

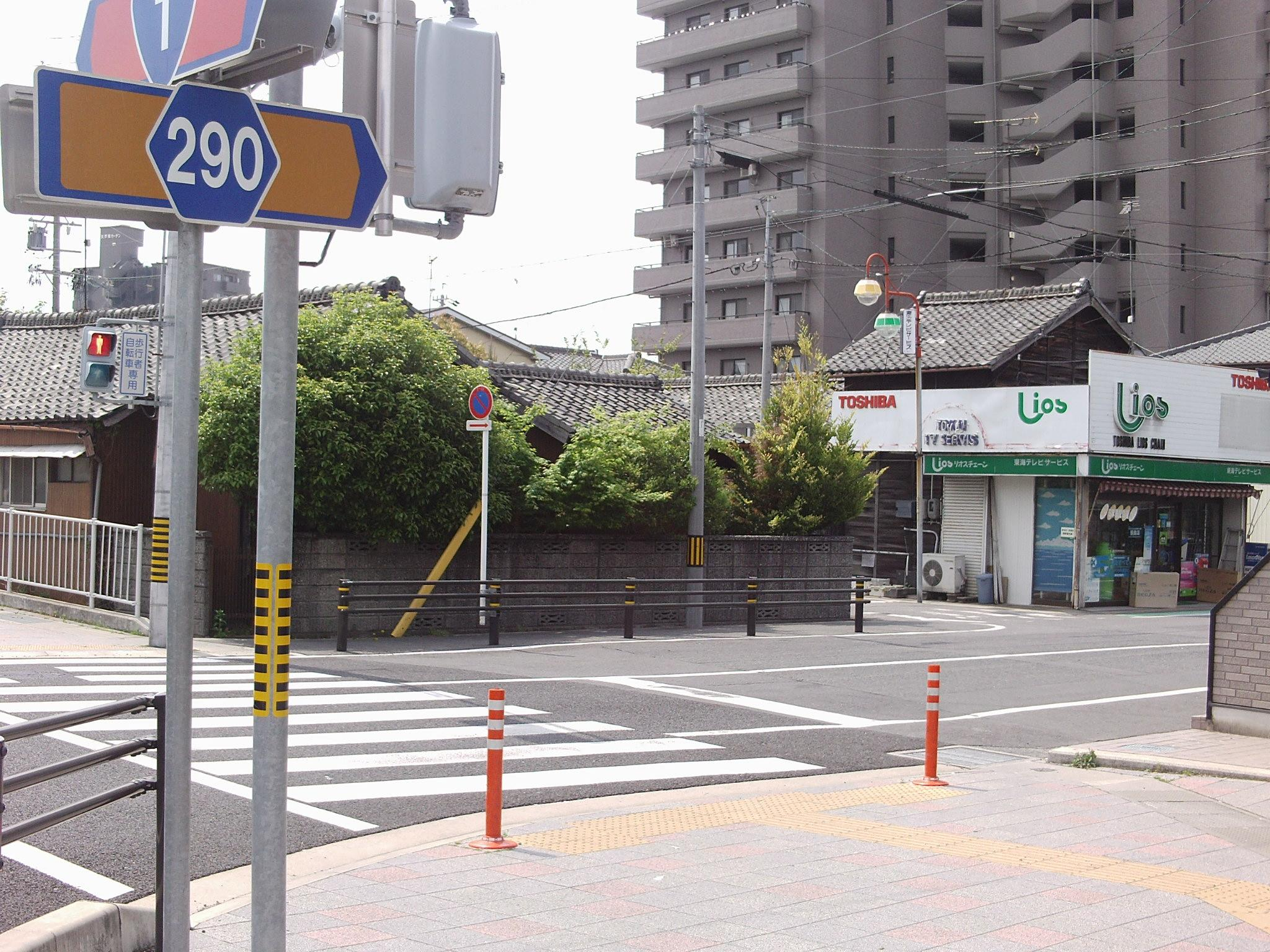
国道1号との接点（終点）。2車線道路で、突き当たり（起点の矢作橋停車場）まで歩道はなく路側帯があるのみ。

## 概要

### 路線データ
- 起点：矢作橋停車場
- 終点：愛知県岡崎市矢作町（国道1号交点）
- 総延長：約0.2km

## 沿革
- 1959年12月15日：認定

## 通過する自治体
- 愛知県
  - 岡崎市

## 接続する道路
- 国道1号（矢作橋駅前交差点）

## 周辺
- 名鉄名古屋本線 矢作橋駅